# Nacional Monte de Piedad

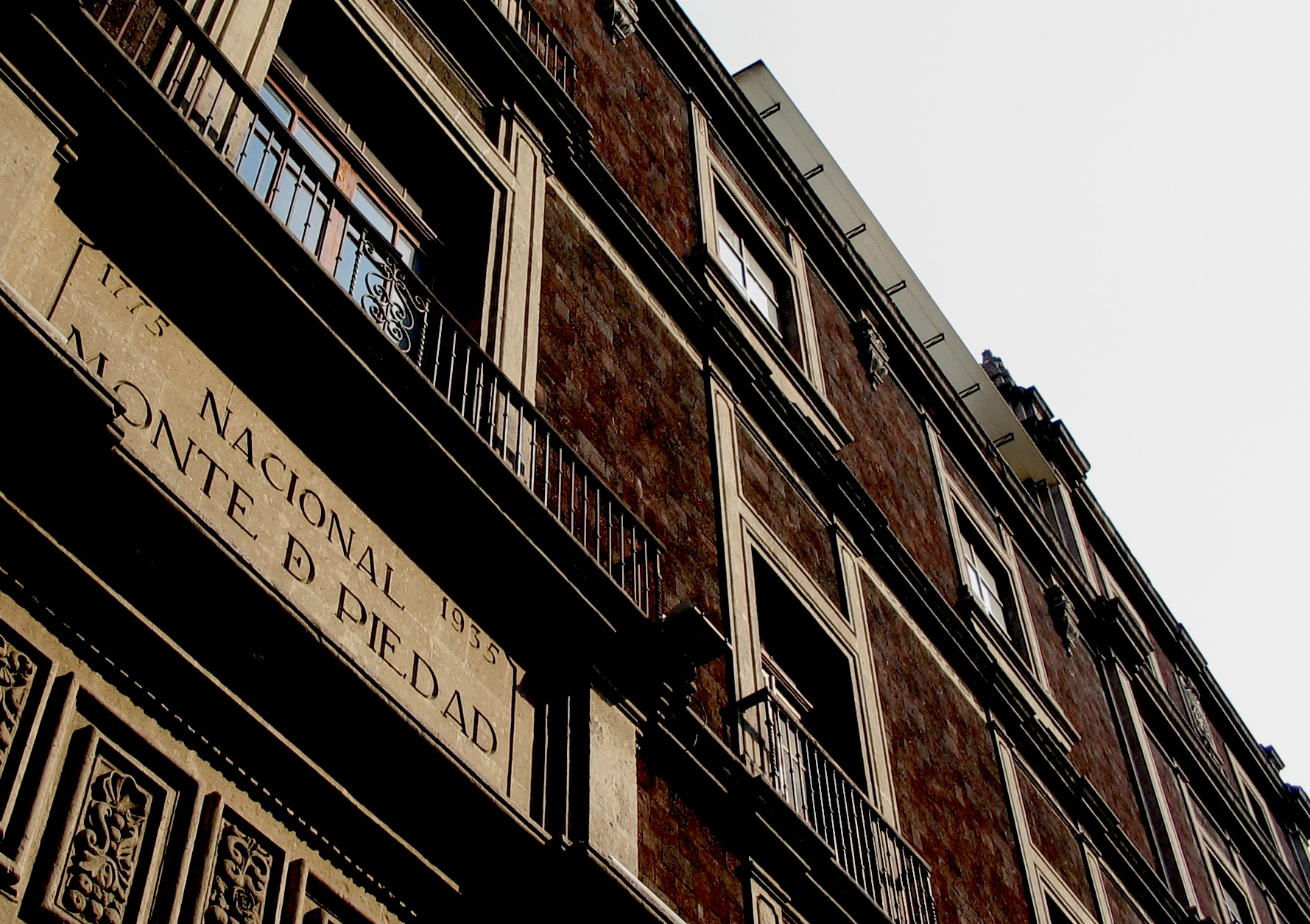
Fachada de la Casa Matriz

Nacional Monte de Piedad es una Institución de Asistencia Privada (con personalidad jurídica propia y sin fines de lucro) dedicada al financiamiento social a través de préstamos prendarios, cuya casa matriz se encuentra establecida a un costado de la Catedral Metropolitana de la Ciudad de México. A partir de 2014, cuenta con más de 310 sucursales en todo el país, desde donde en promedio se otorgan más de 9 millones de préstamos nuevos cada año, y que atiende a más de 6 millones de familias; en sus sucursales se lleva a cabo una de cada dos de las operaciones prendarias que se realizan en el país.
Fue fundada en 1775 por Pedro Romero de Terreros. Es considerada la institución financiera más antigua del continente americano, y su esquema se ha reproducido en muchos países, incluyendo China y la India.

## Fundación
El Sacro y Real Monte de Piedad de Ánimas fue fundado por Pedro Romero de Terreros, conde de Santa María de Regla, el sábado 25 de febrero de 1775, con una cantidad de 300 000 pesos de oro para esta obra asistencial, dinero tomado de su propio peculio.
Después de que las autoridades eclesiásticas ofrecieran una misa a la que asistieron tanto personalidades importantes de la Corona española como de la sociedad en general, Juan Carabantes fue la primera persona en empeñar, y su prenda fue un aderezo de diamantes por el cual se le prestaron 40 pesos de oro, recuperándola en agosto de ese mismo año y dejando una limosna de 8 reales. 
Durante el primer año de operación se realizaron 17 000 operaciones de empeño, lo que equivalía a un cuarto de la población de la entonces Ciudad de México.
Hoy día, esta bicentenaria institución respalda a más de 6 millones de familias mexicanas, realiza un promedio de 9 millones de contratos prendarios cada año y recibe casi 1 millón de artículos mensuales a través de sus diferentes sucursales, distribuidas en toda la geografía nacional.

## Virreinato
Constituir un Monte de Piedad sin fines de lucro, que tuviese la finalidad de brindar socorro a los necesitados por medio del préstamo, fue la visión que tuvo Pedro Romero de Terreros, por lo que solicitó a la Corona española la autorización para establecerlo. Es así que el rey de España, Carlos III, en la Real Cédula expedida en Aranjuez el 2 de junio de 1774, aprobó la fundación del Sacro y Real Monte de Piedad de Ánimas, bajo su real patronato.
Meses más tarde y en respuesta a dicha Cédula Real, el virrey Antonio María de Bucareli y Ursúa previno a los oficiales reales que se mantuviesen en depósito, a su disposición y con la debida organización.
El rey nombró a Pedro Páez, de la Cadena Superintendente de la Real Aduana de México, para redactar los Estatutos, con el concurso de la Junta de Ministros y personas designadas por el Virrey.
Antes de ocupar su sitio actual, el Sacro y Real Monte de Piedad de Ánimas tuvo otras dos sedes: la primera se ubicó de 1775 a 1821 en la calle de San Ildefonso n.º 60, y la segunda en un convento de monjas franciscanas de 1821 a 1836, en lo que hoy es Avenida Juárez y Eje Central.

## Independencia
Al consumarse la Independencia del país en septiembre de 1821, la institución adquiere su nombre actual: Nacional Monte de Piedad. En ese momento tenía ya 46 años de funcionar. Es así que, al permanecer en operación durante ese convulsionado momento histórico-social, Nacional Monte de Piedad fue una de las pocas alternativas en donde la sociedad encontraba respaldo económico para sus familias.
En el año de 1836 adquirió las casas marcadas con los números 7 y 8 de la calle del Empedradillo (hoy calle del Monte de Piedad) en las que se hallaba la casa del conquistador español Hernán Cortés y, por lo mismo del Marquesado del Vale de Oaxaca (Cortés, en 1529, fue nombrado marqués del Valle de Oaxaca por el mismo Carlos I). Las casas fueron adquiridas a través de Lucas Alamán, apoderado del duque de Monteleone, quien fuera a su vez heredero de Cortés.
Hoy día este predio es la Casa Matriz.

## Revolución
A inicios del siglo XX, el país volvió a convulsionarse de manera significativa al vivir su etapa revolucionaria en el año de 1910.
La falta de fuentes de trabajo y las necesidades de las personas de llevar sustento económico a sus hogares, hicieron de nueva cuenta que el Nacional Monte de Piedad adquiriera un papel protagónico en la sociedad, con sus préstamos prendarios. Existe una leyenda, sin confirmar, que señala que Pancho Villa en una de sus campañas se negó a tomar por asalto la institución, por considerarla "el banco de los pobres". Es notable la estabilidad de esta institución asistencial, lo que explica la confianza que los usuarios le tienen. Es por eso que, incluso en medio de la Revolución, nunca cerró sus puertas.

## México moderno
En los últimos años, el Nacional Monte de Piedad ha incrementado de manera considerable sus centros de atención a usuarios (150 sucursales), distribuidos en toda la geografía nacional, infraestructura que le permite atender a poco más de 7 millones de familias y destina recursos en favor de sus usuarios por 11 000 millones de pesos al año, atendiendo oportunamente a los sectores menos privilegiados de la sociedad.
Sigue siendo una institución cien por ciento mexicana.
Referente a su labor asistencial anualmente respalda a un promedio de 450 Instituciones de Asistencia Privada, siendo que en los últimos 10 años el NMP, ha autorizado donativos por poco más de 2200 millones de pesos.
Incluso existe una película de la época de oro del cine mexicano donde es el tema central.

## Recintos del edificio
Capilla
El Sacro y Real Monte de Piedad de Ánimas ofrecía ocho misas diarias, pues al propio tiempo de ayudar a las personas con sus préstamos prendarios, tenía por finalidad contribuir a la salvación de sus almas, lo cual era extensivo a las ánimas del purgatorio.
Fue en el año de 1848 cuando la capilla quedó establecida en su sitio actual, después de haber estado en las otras dos sedes arriba dichas.
La capilla se halla donde fuera, en la época de Hernán Cortés, la Contaduría General del Marquesado del Valle de Oaxaca, en la parte superior del edificio de la hoy Casa Matriz.
El retablo está construido en madera especialmente tallada para este sitio, con un óleo pintado por Luis Ximeno en el siglo XIX. En este lugar también se encuentran dos cuadros de “La Piedad”, cuyo autor fue José de Paéz, y el precio por este trabajo ascendió a 260 pesos oro, entregándolos el lunes 20 de febrero de 1775.
Contiene un confesionario elaborado con una madera conocida como de “pera y manzana”, dos reclinatorios, ornamentos sagrados de los siglos XVIII y XIX, y un Cristo tallado en madera de una sola pieza, entre otros artículos religiosos, así como el primer Libro de Operaciones del NMP.
El culto litúrgico se suspendió de manera definitiva en el año de 1927. Hoy día, la capilla es un pequeño museo de sitio.

Salón Galería
El Salón Galería se localiza en la parte alta de este maravilloso edificio que cuenta con amplios ventanales con vista privilegiada hacia el Zócalo de la Ciudad de México y la Catedral Metropolitana.
Este lugar es uno de los recintos más agradables del NMP en cuanto que en él se encuentran importantes piezas, muebles y óleos de diferentes siglos. Asimismo, sirve como marco para engalanar eventos de relevancia de esta noble institución, como firma de convenios o la realización de anuncios importantes.
Este nombre obedece a que en sus paredes se encuentran diversos cuadros al óleo encabezados por uno de gran formato, a saber, el retrato del fundador, Pedro Romero de Terreros. Eos demás, se pueden observar todos los directores generales que han presidido esta institución desde 1775 hasta el más reciente, en el año de 2006.